# 勒拉旺杜
勒拉旺杜（法語：Le Lavandou，法語發音：[lə lavɑ̃du]）是法国普罗旺斯-阿尔卑斯-蓝色海岸大区瓦尔省的一个市镇，属于土伦区。

## 地理
勒拉旺杜（43°8'16"N, 6°22'4"E）面积29.65 平方千米，位于法国普罗旺斯-阿尔卑斯-蓝色海岸大区瓦尔省，该省份为法国东南部沿海省份，北起上普罗旺斯阿尔卑斯省，西北角与沃克吕兹省接壤，西接罗讷河口省，南濒地中海，东临滨海阿尔卑斯省。
与勒拉旺杜接壤的市镇（或旧市镇、城区）包括：博尔姆莱米莫萨、拉莫勒、滨海拉约勒卡纳代勒。

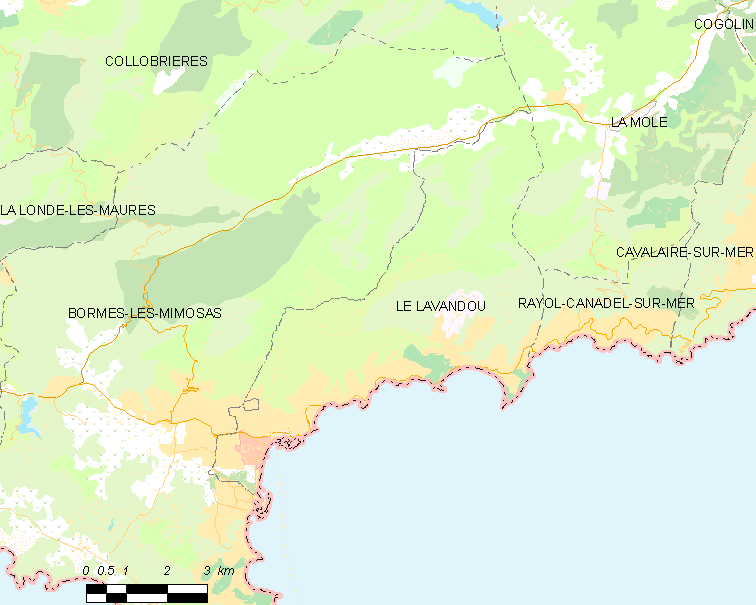
勒拉旺杜的OSM定位图

勒拉旺杜的时区为UTC+01:00、UTC+02:00（夏令时）。

## 行政
勒拉旺杜的邮政编码为83980，INSEE市镇编码为83070。

## 政治
勒拉旺杜所属的省级选区为拉克罗县。

## 人口

1962-2008年间勒拉旺杜人口变化图示

勒拉旺杜于2022年1月1日时的人口数量为6431人。